# Krzyżewo (powiat ełcki)
Krzyżewo – wieś w Polsce położona w województwie warmińsko-mazurskim, w powiecie ełckim, w gminie Kalinowo.
W latach 1975–1998 miejscowość należała administracyjnie do województwa suwalskiego.
Zobacz też: Krzyżewo, Krzyżewo Borowe, Krzyżewo Nadrzeczne, Krzyżewo-Jurki, Krzyżewo-Marki